# Kudașivka, Krîvîi Rih
Kudașivka (în ucraineană Кудашівка) este un sat în comuna Kirovka din raionul Krîvîi Rih, regiunea Dnipropetrovsk, Ucraina.

## Demografie
Componența lingvistică a localității Kudașivka
     Ucraineană (92,25%)
     Rusă (7,75%)
Conform recensământului din 2001, majoritatea populației localității Kudașivka era vorbitoare de ucraineană (92,25%), existând în minoritate și vorbitori de rusă (7,75%).